# 客土
客土（きゃくど）とは、ある土地になんらかの目的をもって他所から土を搬入すること。客土を行う目的は複数ある。

## 農業分野
- 農業などを目的とする土壌改善のため、土壌中に不足している要素を補うこと、保水力を補うこと、などを目的とする。搬入される土は、目的によって異なる。
- 農業などを目的とする土壌改善のため、作物の根が成長できるよう耕作土の深度を確保するため、土壌に土を補填すること。
- 汚染土壌の客土による導入や化学物質などによる土壌汚染防止。

## 土木事業
- 泥濘地上に土木構造物・建築物を設置するための地耐力改善などを目的として行われるもの。平城京造営事業における低平地の客土等。
- 土を新たに搬入して用いる土の呼称。工事箇所の土質や地質に問題が有り、新たに良好な土を工区外から搬入し、敷地整地や植物生育用の箇所（庭などの）に用いる搬入土のこと。
- 法面切り取り切り崩し工事吹き付け工事で行われるもの。
- 客土注入マット工法など、法面緑化工法における袋状マットに多量の有機質材と客土を目的として行われるもの。耐久性のある連続した袋状のマットを布設、アンカーピンで固定後、その中に客土、種子及び植物の永続性を考慮した土・肥料・種子を注入し法面が緑豊かな自然な法面に
- 法面緑化において在来木本植物の導入に使用する植生基材吹付工の材料として。法面に客土量が多いと自生植物や中低木の植栽も可能となる。
- 森林土木事業における客土吹付工等や準備地拵え（筋客土）
- 宅地への真砂土の敷設。

## 農業土木事業
- 農分野での土の種類の意味や名称（客土用土）としても使用されるほか、客土事業、客土工事という事業としても広く行われている
- 暗渠排水床締客土事業
- 圃場整備で行われる客土。
- 泥炭地産米の食味向上を目的として行われるもの。泥炭土壌に砂質系火山灰土を客土することで、タンパク含量を低減し食味改善がなされる。排水対策のための田面嵩上げを目的として行われるもの。
- 野菜栽培には適さない土質及び土壌構造改良を目的として行われるもの。岩盤法面等連結固定と生育基盤を造成する目的として行われるもの。
- 干拓客土事業、排水、客土工事など
- 長野市農林土木事業補助金交付要綱 長野市農林土木事業補助金交付客土事業
- 客土農業水利事業
- 北海道の道営軌道客土事業等
- 土壌復元を目的とした客土事業
- 植栽木に適する土壌を客土する基盤からの整備
- 土地改良法に定める客土事業